# Alec Campbell
Pour les articles homonymes, voir Campbell.
Alec Campbell, né Alexander Colin Campbell le 16 avril 1932 à Cheltenham, dans les îles Britanniques et mort le 24 novembre 2012 à Gaborone, est un archéologue et conservateur de musée botswanais. Il est directeur émérite du Département de la Faune, des Parcs nationaux et des Monuments nationaux du Botswana.

## Biographie
Alec Campbell naît en 1932 à Cheltenham et y vit sa jeunesse. Il passe ses vacances à Sercq, dans les îles Anglo-Normandes, sur la ferme familiale tenue par son grand-père. Il décide de s'engager dans l'armée pour le National service (en), mais ayant vu des placards d'engagement pour la police de Rhodésie, le jeune Campbell renonce au service militaire pour devenir membre de la British South Africa Police, en Rhodésie du Sud. Il vient alors de s'engager pour un contrat de trois ans commençant en 1951. Il est stationné à Plumtree (en), au Matabeleland, et découvre de l'autre côté de la frontière le Bechuanaland. En 1954, après avoir terminé son service, il retourne au Royaume-uni à la ferme familiale sur l'île de Sercq. Ayant aimé son séjour en Afrique, il retourne deux mois plus tard en Rhodésie du Sud en tant que membre du Département de la lutte contre la mouche tsé-tsé. Il est alors tâché de chasser des troupeaux d'animaux sauvages dans l'espoir d'éliminer la source d'alimentation de la mouche. Il intègre l'université Rhodes en 1959 où il sort diplômé d'isiNdebele et d'anthropologie sociale. Il devient alors officier du Bechuanaland en 1962. De 1963 à 1964, il tient le premier recensement du pays en porte-à-porte. Après l'indépendance du pays, il devient garde expérimenté du Département de la Faune et des Parcs nationaux. En 1967, il co-fonde le Musée national du Botswana, dont il devient premier directeur,. En 1969, le directeur Campbell est l'un des membres fondateurs de la Botswana Society (en) et occupe le poste de rédacteur-en-chef du journal de la société, le Botswana Notes and Records, pendant trente ans,. Dans les années 1970, il effectue des recherches pour permettre de détruire le mythe qu'il y n'avait pas d'activité humaine au Botswana durant l'Âge de la pierre. Il s'établit sur une ferme en banlieue de Gaborone, où il vit avec son épouse Judy, avec qui il rédige plusieurs publications historiques,. Il meurt d'une leucémie à l'âge de 80 ans à Gaborone.

## Publications
- (en) Alec Campbell, The Guide To Botswana, Johannesbourg, Winchester Press, 1968 (1re édition).
- (en) Thomas Tlou et Alec Campbell, History of Botswana, Macmillan Botswana, 1984, 278 pages.
- (en) Thomas J. Larson, Dibebe of the Okavango : The Thrilling, Amazing Adventures of an African Herdboy in 1950, avant-propos d'Alec Campbell, iUniverse, 2001, 276 pages,  (ISBN 9780595204335).
- (en) Alec Campbell et Michael Main, Guide to Greater Gaborone, Botswana Society, 2003, 292 pages  (ISBN 9789991251134).
- (en) Alec Campbell, Larry Robbins et Michael Taylor, Tsodilo Hills: Copper Bracelet of the Kalahari, Michigan State University Press (en), 2010, 178 pages,  (ISBN 9780870138584).